# Joerij Vojnov
Joerij Vojnov (Oekraïens: Юрій Миколайович Войнов, Russisch:  Юрий Николаевич Войнов) (Kalininski, 29 november 1931 - Kiev, 22 april 2003) was voetballer en trainer uit de Sovjet-Unie, die van Russische afkomst was, maar sinds 1956 in Oekraïne woonde. Ten tijde van zijn bekendheid werd zijn naam nog in het Russisch geschreven als Joeri Vojnov.

## Biografie
Vojnov begon zijn carrière bij een club uit zijn thuisstad en maakte in 1951 de overstap naar Zenit Leningrad. In 1956 trok hij naar Dinamo Kiev, waarmee hij één keer landskampioen werd en één keer de beker won.
Hij speelde 23 wedstrijden voor het nationale elftal en speelde op het WK 1958 en won met zijn land het allereerste EK.
Hij ligt begraven op de Bajkove-begraafplaats.